# Coptopteryx thoracoides
Coptopteryx thoracoides es una especie de mantis de la familia Coptopterygidae.

## Distribución geográfica
Se encuentra en Uruguay, Brasil, Paraguay.